# Kaddour Beldjilali
Kaddour Beldjilali (en arabe : قدور بلجيلالي), né le 28 novembre 1988 à Oran, est un footballeur international algérien Il évolue au poste de milieu de terrain.
Il compte une sélection en équipe nationale en 2013.

## Biographie
Kaddour Beldjilali est formé dans le club de sa ville natale, au MC Oran, ou il joue avec les U21, avant de côtoyer l’équipe première. Il est ensuite transféré à l'USM Blida lors de l'été 2011. 
Le joueur signe ensuite en 2011 à la JS Saoura, ou il effectue 80 matchs en championnat sous les couleurs du club. Alors qu'il évolue à Saoura, il reçoit une sélection en équipe d'Algérie face à la Mauritanie. Toutefois, ce match n'est pas officiellement reconnu par la FIFA.
En 2014, il quitte son pays natal en étant transféré en Tunisie, à l'ES Sahel, club avec lequel il joue 7 matchs et inscrit un but en championnat.
En janvier 2015, le joueur signe en faveur de l'USM Alger. Avec cette équipe, il participe à la Ligue des champions d'Afrique, inscrivant notamment un but contre le grand club rival de l'ES Sétif.

## Statistiques
| Saison                | Club                  | Championnat           | Championnat | Championnat | Coupe(s) nationale(s) | Coupe(s) nationale(s) | Compétition(s) continentale(s) | Compétition(s) continentale(s) | Compétition(s) continentale(s) | Total | Total |
| Saison                | Club                  | Division              | M.          | B.          | M.                    | B.                    | Comp.                          | M.                             | B.                             | M.    | B.    |
| 2009-2010             | MC Oran               | 1                     |             |             |                       |                       | -                              | -                              | -                              | 0     | 0     |
| 2010-2011             | USM Blida             | 1                     | 6           | 0           | 1                     | 1                     | -                              | -                              | -                              | 7     | 1     |
| 2011-2012             | JS Saoura             | 2                     | 24          | 7           | 0                     | 0                     | -                              | -                              | -                              | 24    | 7     |
| 2012-2013             | JS Saoura             | 1                     | 29          | 7           | 1                     | 0                     | -                              | -                              | -                              | 30    | 7     |
| 2013-2014             | JS Saoura             | 1                     | 27          | 5           | 1                     | 0                     | -                              | -                              | -                              | 28    | 5     |
| 2014-2015             | ES Sahel              | 1                     | 8           | 1           | 0                     | 0                     | -                              | -                              | -                              | 8     | 1     |
| 2014-2015             | USM Alger             | 1                     | 7           | 1           | 1                     | 0                     | C1                             | 2                              | 1                              | 10    | 2     |
| 2015-2016             | USM Alger             | 1                     | 17          | 0           | 1                     | 0                     | C1                             | 7                              | 2                              | 25    | 2     |
| 2016-2017             | USM Alger             | 1                     | 18          | 1           | 2                     | 0                     | C1                             | 5                              | 0                              | 25    | 1     |
| 2017-2018             | USM Alger             | 1                     | 18          | 0           | 0                     | 0                     | C1+C3                          | 2+2                            | 0+1                            | 22    | 1     |
| 2018-2019             | CS Constantine        | 1                     | 0           | 0           | 0                     | 0                     | C1                             | 0                              | 0                              | 0     | 0     |
| Total sur la carrière | Total sur la carrière | Total sur la carrière | 154         | 22          | 7                     | 1                     | -                              | 18                             | 4                              | 179   | 27    |

## Palmarès
|  |  | USM Alger - Championnat d'Algérie - Champion : 2016 - Supercoupe d'Algérie - Vainqueur : 2016 - Ligue des champions de la CAF - Finaliste : 2015 | Al-Arabi SC (en) - Championnat d'Arabie saoudite D2 - Champion : 2022 |